# Arje Nadbornik
Arje Nadbornik (ur. 7 października 1935 w Helsinkach, zm. 5 lipca 2008 tamże) – fiński zapaśnik walczący w stylu klasycznym. Olimpijczyk z Meksyku 1968, gdzie odpadł w eliminacjach w kategorii plus 97 kg.
Zdobył dwa medale ma mistrzostwach nordyckich w latach 1965 – 1971.